# Globální greening
Globální greening je akce pořádaná irskou agenturou na podporu turistiky Tourism Ireland v rámci oslav dne sv. Patrika, který se slaví každoročně 17. března. Spočívá v osvícení různých staveb, restaurací a podobně zelenou barvou, která je barvou Irska. V roce 2015 byla kromě egyptských pyramid, newyorské Empire State Building, šikmé věže v Pise, římského Kolosea nebo Niagarských vodopádů zeleně nasvícena poprvé také Petřínská rozhledna a v českých zemích dále také Nová radnice v Ostravě.